# Frans Tutuhatunewa
Frans Lodewijk Johannis Tutuhatunewa (Batavia, 26 juni 1923 – Breda, 22 oktober 2016) was van 1993 tot 2010 president in ballingschap van de Republik Maluku Selatan (RMS) en arts.

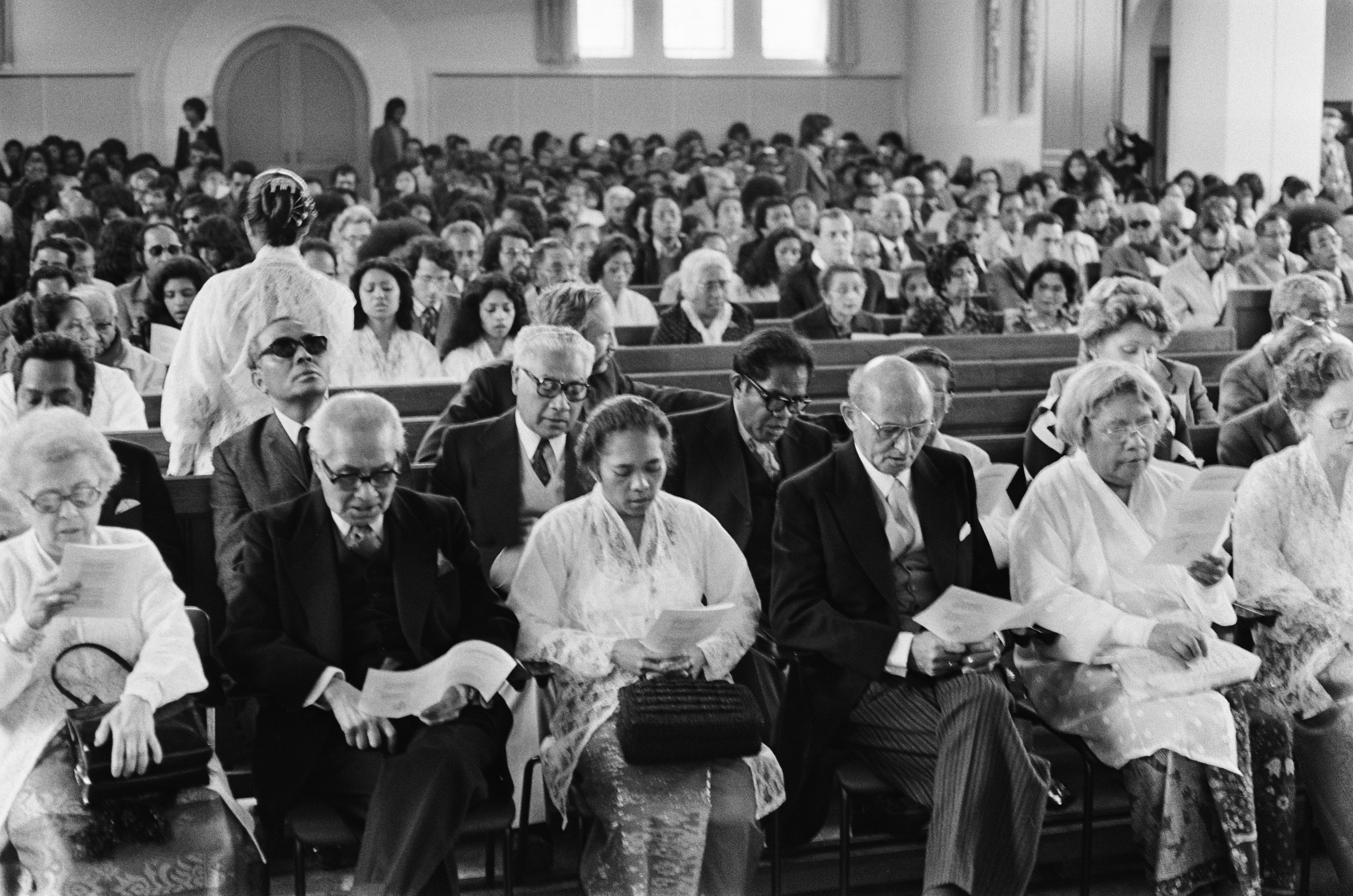
F.L.J. Tutuhatunewa (tweede rij, derde van links) tijdens de viering van het 25-jarig bestaan van de Republiek der Zuid-Molukken in Den Haag

## Biografie
Tutuhatunewa werd geboren in de regeringswijk Weltevreden, een buitenwijk van de toenmalig Nederlands-Indische hoofdstad Batavia (tegenwoordig Jakarta), waar zijn vader douane-functionaris was. Na de Tweede Wereldoorlog was hij gids voor de Britse militairen die na de Japanse capitulatie in Nederlands-Indië aankwamen. Daarna heeft hij nog gediend in het Koninklijk Nederlandsch-Indisch Leger (KNIL), maar hij kon die dienst voortijdig verlaten om zijn middelbare studie af te maken.
In 1951 kwamen bijna 4.000 KNIL-militairen met hun familie (in totaal ongeveer 12.500 personen) vanuit het voormalige Nederlands-Indië naar Nederland voor wat bedoeld was als een tijdelijk verblijf (zie Geschiedenis van de Molukkers in Nederland). Tutuhatunewa kwam als pleegzoon van de adjudant onderofficier magazijnmeester J. Mailuhuw naar Nederland omdat zijn eigen vader overleden was aan een in een Indonesisch kamp opgelopen ziekte. Aangezien Tutuhatunewa betrokken was bij de organisatie van deze operatie ging hij met het laatste schip naar Nederland mee. Samen met het gezin Mailuhuw vertrok Tutuhatunewa met het schip de Kota Inten op 25 mei 1951 naar Nederland waar ze op 21 juni 1951 in Rotterdam aankwamen. Na een half jaar in Middelburg te hebben gewoond verhuisde hij naar Amsterdam waar hij dankzij een beurs aan de VU medicijnen kon gaan studeren. In november 1964 werd hij huisarts in het Friese Burum. Kort daarvoor was hij getrouwd met Inge Walther die hij leerde kennen in een ziekenhuis in Haarlem waar zij verpleegster was. In januari 1975 werd Tutuhatunewa minister van algemene zaken in de RMS.
Tijdens de treinkaping bij Wijster in december 1975 werd de toezegging gedaan dat de Nederlandse regering een gesprek zou voeren met vertegenwoordigers van de Molukse gemeenschap in Nederland. Op 17 januari 1976 volgde inderdaad zo'n gesprek, al werd officieel ontkend dat het gesprek een gevolg was van de toezegging een maand eerder. De Molukkers werden onder andere vertegenwoordigd door de president in ballingschap ir. Manusama en Tutuhatunewa.
In 1977 trad Tutuhatunewa, destijds minister in het RMS-kabinet, op als bemiddelaar bij de treinkaping bij De Punt. Zo wist hij te bereiken dat twee zwangere vrouwen de trein mochten verlaten waaronder de latere burgemeester van Utrecht Annie Brouwer-Korf. Tijdens zijn bezoek aan de trein was er volgens hem geen sprake van een slechte gezondheid bij de gegijzelden. Desondanks speelde de slechte gezondheid van de gegijzelden mee bij het besluit om de trein op de ochtend van 11 juni te bestormen.
In september 1980 werd besloten dat Tutuhatunewa op termijn Manusama zou opvolgen en later dat jaar nam hij afscheid van zijn praktijk in Friesland om per 1 januari 1981 te gaan werken als arts bij de Boerhaavekliniek voor verslavingsziekten te Schiedam. Hiermee kwam hij in de buurt te wonen van de toen 70-jarige Manusama die in Rotterdam woonde.
In april 1993 droeg Manusama in de Molukse Evangelische Kerk in Assen het presidentschap van de RMS over aan de toen 69-jarige Tutuhatunewa. In 2001 kwam Tutuhatunewa in het nieuws toen bleek dat de RMS financiële steun verleende aan het verzet op de Zuid-Molukken waarbij hij niet wilde uitsluiten dat dat geld ook gebruikt zou kunnen worden voor de aankoop van wapens.
Tijdens zijn speech op de 59-ste proclamatiedag van de RMS kondigde Tutuhatunewa aan zijn ambt in de zomer van 2009 over te dragen aan de toenmalige vicepresident, John Wattilete. Later werd dat verschoven naar april 2010, omdat het voornemen bestond om tegelijk met zijn installatie ook het kabinet uit te breiden. Op 17 april 2010 werd Wattilete beëdigd als nieuwe president van de RMS. Hiermee bestond de gehele leiding van de RMS uit Molukkers die in Nederland geboren waren. Eind 2016 overleed Tutuhatunewa op 93-jarige leeftijd.